# John Russell (kynoloog)

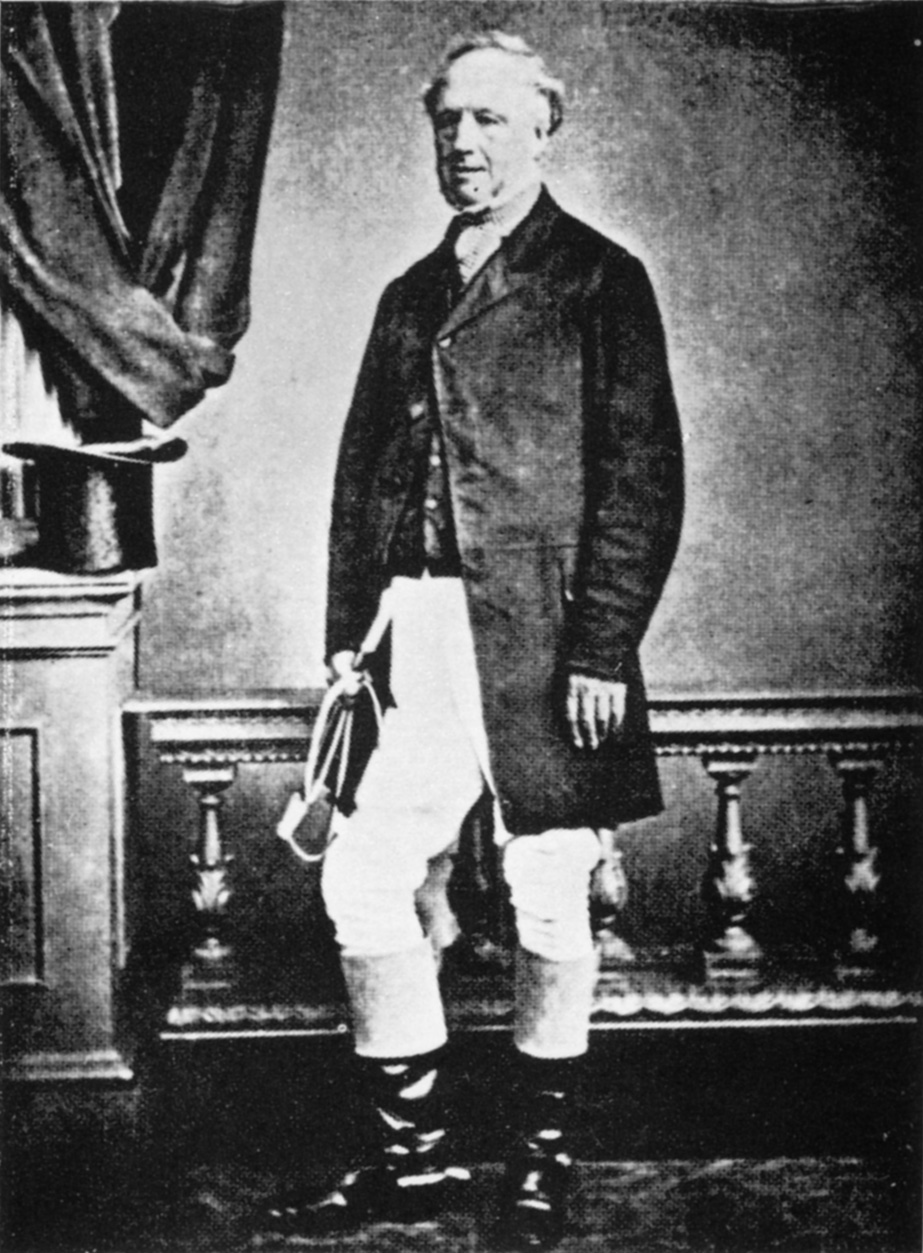
John Russel

John ("Jack") Russell, (Dartmouth, 12 december 1795 – 28 april 1883) was een Engels geestelijke, jager en kynoloog. 
Russell was van 1832 tot 1880 anglicaans dominee (parson) in Swimbridge (Devon). Maar hij stond vooral bekend als gepassioneerd jager en hondenliefhebber. 
Het verhaal gaat dat toen Russell studeerde aan de Universiteit van Oxford hij van zijn melkboer een kleine terriër kocht. Dit teefje, dat de naam Trump kreeg, zou de stammoeder geweest zijn van de honden die Russell ging fokken voor de jacht op vossen. Later zouden terriërs van dit type bekendstaan als  jackrussellterriërs. 
Momenteel wordt hij beschouwd als zowel de grondlegger voor de Parson Russell-terriër als de jackrussellterriër.
In Groot-Brittannië was men bang de jackrussellterriër officieel te erkennen omdat er dan weleens een 'showhond' in plaats van een 'werkhond' zou kunnen ontstaan.
In de FCI-landen (dus niet in Groot-Brittannië) is er toen een Parson Russell-terriër en een jackrussellterriër rasstandaard ontstaan. Maar in het land van oorsprong, Engeland, kent men alleen de Parson Russell-terriër met een andere rasstandaard dan die van de FCI-landen. Erkenning voor het ras jackrussellterriër bij de FCI is aangevraagd door Australië. Hierdoor staat er nu bovenaan de rasstandaard; Land van oorsprong Groot-Brittannië, land van ontwikkeling; Australië. De jackrussellterriër is sinds 2001 FCI erkend.
Russell was ook een van de oprichters van The Kennel Club. Hij stelde mede de rasstandaard van de gladharige foxterriër op en was een gerespecteerde keurmeester.